# Program obrambne podpore
Program obrambne podpore (angleško Defense Support Programm; kratica DSP) je program oboroženih sil ZDA, ki odkriva:
- izstrelitve raket,
- jedrske eksplozije,
- letala z vključenim dodatnim zgorevanjem,
- vesoljska plovila in
- zemeljske infrardeče dogodke.